# St. Veiter Wiesenmarkt

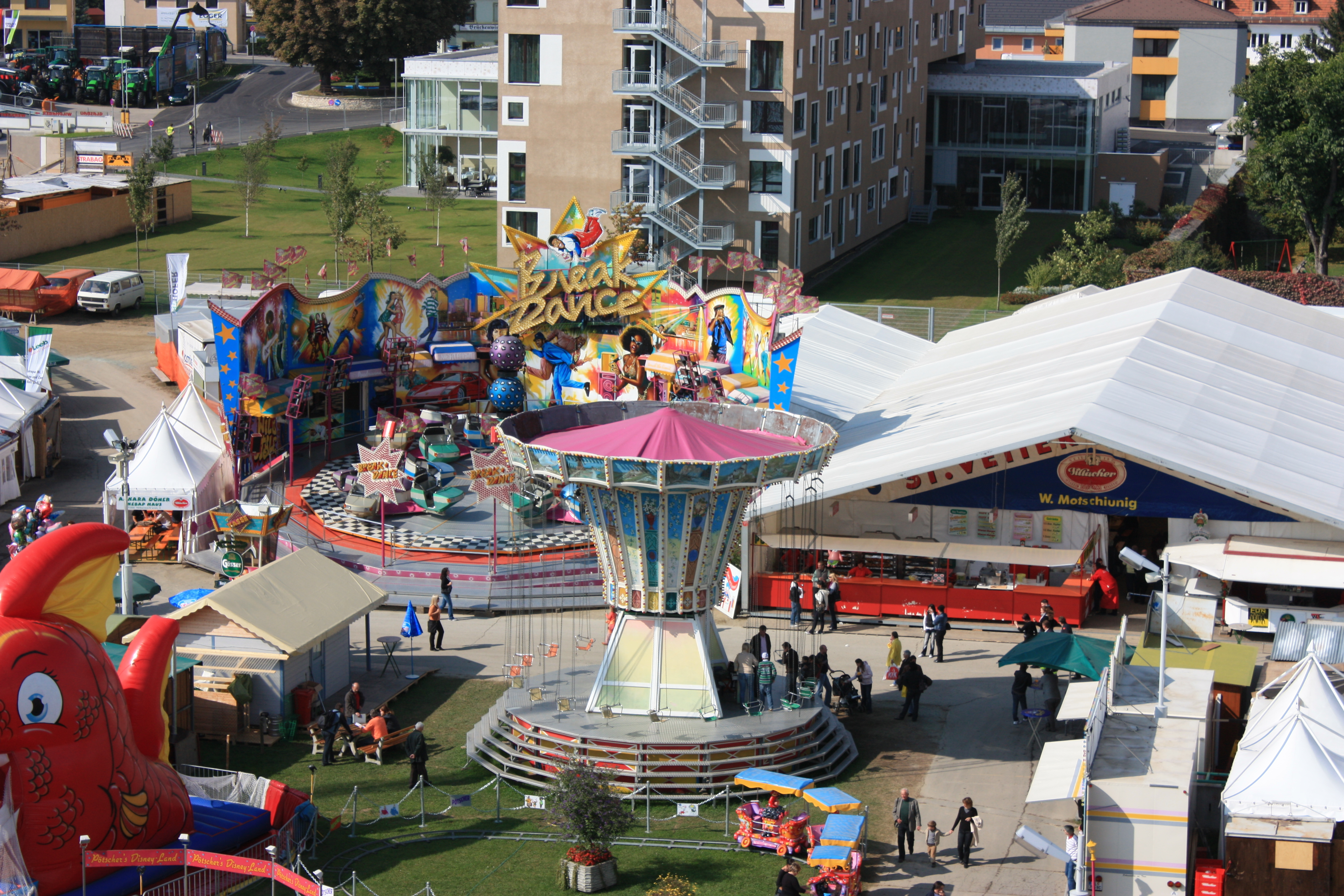
Der St. Veiter Wiesenmarkt im Jahr 2008

Der St. Veiter Wiesenmarkt (früher: Michaelimarkt) in Sankt Veit an der Glan ist ein traditionell stattfindendes Volksfest. Im Lauf von sechs Jahrhunderten – 2023 wird der 660. Wiesenmarkt veranstaltet – hat sich die St. Veiter „Wies'n“ zu einem der größten Volksfeste in Österreich entwickelt.

## Dauer und Ablauf
Die „Freyung“ wird schon 14 Tage vorher auf dem St. Veiter Hauptplatz aufgestellt. Das mittelalterliche Rechtsdenkmal gilt als Symbol für Marktordnung und Marktfreiheit.
Der Wiesenmarkt beginnt am letzten Samstag im September mit einem Festzug durch die Stadt, der rund 1400 aktive Teilnehmer zählt. An dem Eröffnungsumzug beteiligen sich alle Kultur- und Traditionsvereine der Stadt und der Umgebung. Anschließend wird die Marktordnung durch den „Herold“ verlesen, die Marktfreyung aufgestellt und das zehntägige Fest durch den Fassanstich offiziell eröffnet.
Der Wiesenmarkt hat bis nach dem Zweiten Weltkrieg 17 Tage gedauert und war dreiteilig.
Er begann mit dem "Vormarkt", baute sich zum "Hauptmarkt" am zweiten Wochenende auf und schloss am dritten Montag mit dem sogenannten "Nachmarkt".
Nach dem Zweiten Weltkrieg sank die Kaufkraft der Bevölkerung, das Auto war noch eine Rarität, die Eisenbahn fuhr nur tagsüber und so kamen an den Wochentagen und vor allem an den Abenden nur wenige Besucher auf die Wies'n. Heute beginnt der Markt am letzten Samstag im September und dauert 10 Tage.

## Der Wiesenmarkt heute
Während durch die Jahrhunderte der Marktcharakter stets bedeutend war – oft wechselten tausende Pferde und Rinder ihre Besitzer – mutierte "die Wies'n" in den vergangenen Jahren und Jahrzehnten immer stärker zu einem Volksfest mit unterhaltendem Charakter. Trotzdem prägen an den beiden Wochenenden immer noch hunderte Fieranten und Marktschreier das Geschehen. Auf dem Wiesenmarktgelände gibt es Krämer-, Antiquitäten- und Flohmärkte, Auto- und Landwirtschaftsschauen sowie eine Kleintierschau und Wirtschaftsausstellungen.
Die Dimensionen am Beispiel des 655. Wiesenmarktes (2016): Der Vergnügungspark bestand aus 40 modernen Vergnügungsgeräten und Fahrgeschäften mit Kinderstraße. Es standen zwei große Festhallen mit Tanz-, Show- und Musikeinlagen und 24 Wiesenmarkt-Gaststätten mit traditionellen und internationalen Speisen sowie weiteren Verkaufsstände bereit.
Seit dem Jahr 2000 wird auch auf rund 1700 Quadratmetern durch den Verein „Schaubude“ versucht, alte Strukturen neu zu beleben. Der Verein setzt verstärkte Traditionsakzente: So wird wieder auf Sandkegelbahnen gekegelt. Der Verein „Schaubude“ betreibt die Wiesenmarkt-Kegelbahnen. „Wiesenmarkt Highland Games“ werden veranstaltet, Kunst- und Handwerkstätten belebt, eine Backstube eingerichtet und Kasperl- und Märchentheater und ein Streichelzoo für Kinder angeboten.

## Wirtschaftliche und soziokulturelle Bedeutung
Das Fest ist für die Stadt auch von großer wirtschaftlicher Bedeutung: Während der Festtage werden bis zu 300.000 Besucher aus Kärnten, den angrenzenden Bundesländern, aber auch aus den Nachbarstaaten Slowenien und Italien gezählt und ein jährlicher Gesamtumsatz von bis zu 20 Millionen Euro erzielt. Neben einem für Volksfeste obligatorischen Vergnügungspark sorgen in Festzelten Musikgruppen sowie Tanz- und Showprogramme für Unterhaltung, in denen seinerzeit auch Udo Jürgens oder die Roletts (tituliert als die Kärntner Beatles) erste Erfolge feierten.
Mehr als 10.000 Zuschauer – so viele wie noch nie zuvor – säumten 2016 die Straßen der Stadt beim großen Festumzug mit 2000 Teilnehmern anlässlich der Eröffnung des 655. Wiesenmarktes.
150.000 Liter Bier wurden 2016 ausgeschenkt, 20.000 Hühner (Hendln) und 50.000 Würste wurden verspeist.

## Trivia
- Nach 39 Jahren kehrten die Roletts, die Band rund um Sänger Dieter Themel und Freddy Bein, 2006 zum 645. Wiesenmarkt heim auf den St. Veiter Wiesenmarkt. In den späten 1960er-Jahren waren sie zum letzten Mal hier aufgetreten.

- Der 635. St. Veiter Wiesenmarkt fand ohne die Sandkegelbahnen statt. Der traditionelle Zeitvertreib wurde vom Marktgelände verbannt. Die ehemaligen Kegler gingen mit schwarzen Armbinden auf den Wiesenmarkt. Nach weiteren Protesten hielt zum 636. Wiesenmarkt das traditionelle "Wies'nkegeln" wieder am Wiesenmarkt Einzug: Es konnte wieder "geschoben, aufgesetzt und gekiebitzt" werden. Danach war erneut Schluss: Drei Jahre lang musste der Markt ohne Kegler auskommen. Es fand sich kein Betreiber mehr und seitens der Stadtgemeinde wurde auch eingeworfen, dass es beim Sandkegeln um sehr viel Geld gehe und dadurch Existenzen gefährdet seien. 2001 überschlugen sich die Proteste. Unzählige Leserbriefe erschienen in den Kärntner Tages- und Wochenzeitungen. Der Stadtgemeinde wurde vorgeworfen, Brauchtum durch "knallharte wirtschaftliche Interessen" zu zerstören und den uralten Markt zur austauschbaren Massenveranstaltung verkommen zu lassen. 2002 brachte dann der Verein "Schaubude" die Kegelbahnen wieder auf die Wies'n.

- Der St.Veiter Schriftsteller Sebastian Weberitsch beschrieb um 1924 den Markt seiner Kindheit in der Monarchie: „Hat der Bauer Geld, so lässt er andere leben; die einen ließen ihr Geld auf den Wiesenmarkt und schanzelten auf den Kegelbahnen um einen Gulden, bis die Kuh hin war.“

- Die Freyung wurde damals wie heute 14 Tage vor Beginn des Marktes aufgestellt. Wahrscheinlich im 15. Jahrhundert wurde die Freyung gestohlen und in Maria Saal aufgestellt. Da der Markt stets am Standort der Freyung stattfinden muss, brachten Schinderleute, die nach damaliger Auffassung einen unehrbaren Beruf ausübten, die Freyung nach St. Veit an der Glan zurück. Dadurch erwarben sich die Schinderleute etliche Sonderrechte und führten seit damals über Jahrhunderte hinweg den Wiesenmarkt-Festzug am Beginn des Marktes an. Das St. Veiter Original „Mote“, (richtig: Matthias Miklautschitsch) übernahm diese Sitte und führte mit seinen Ziegen (kärntnerisch: seinen „Goas“) den Umzug über Jahrzehnte an. Mit seinem Ableben starb auch dieser Brauch. Anfang der 1980er Jahre wurde die Freyung erneut gestohlen, man fand sie im Hof des Gasthofes Nagele. Seit damals gibt es zwei Freyungen – aufgestellt wird die aus Kunststoff.
- Die historische Freyung ist im Lauf der Jahrhunderte verloren gegangen. Als man den Brauch des zeremoniellen Aufstellens des mittelalterlichen Rechtsdenkmals 1932 wieder einführen wollte, war es nicht mehr aufzufinden. Seither verwendet man in St. Veit dafür eine eigens angefertigte Kopie der in Klagenfurt erhalten gebliebenen Freyung aus dem 18. Jahrhundert. Das Wappenschild der hölzernen Hand, die das Marktrichterschwert hält, ziert in St. Veit eine Darstellung des Stadtpatrons Vitus (Veit). Beim Klagenfurter Original ist an dieser Stelle der Lindwurm zu sehen. Die Freyungskopie aus Holz wird in St. Veit nur zum zeremoniellen Aufstellen verwendet, danach tauscht man sie aus Sicherheitsgründen gegen eine weitere Kopie aus Kunststoff aus.[1]
- Zu Differenzen kam es im Frühjahr 2019, nachdem ein Standbetreiber Besucherzählungen unabhängig von der Stadt durchführen ließ und als Ergebnis nur etwa die Hälfte von Besuchern auswies, als sie von der Stadt bisher bekanntgegeben wurden.[2] In der Folge wurden von Bürgermeister die Zählmethoden als unzulässig disqualifiziert.[3]

- Im Jahr 2020 und 2021 musste der St.Veiter Wiesenmarkt aufgrund des Coronavirus - Covid19 - abgesagt werden.